# Costanza d'Aragona (signora di Villena 1300)
Costanza d'Aragona (Valencia, 1º aprile 1300 – Castillo de Garcimuñoz, 19 ottobre 1327) è stata una principessa aragonese, che fu signora di Villena, di Escalona e di Peñafiel, dal 1312 alla sua morte.

## Origine
Costanza, secondo la Crónica de San Juan de la Peña era figlia del re d'Aragona e di Valencia, Conte di Barcellona e delle altre contee catalane e re di Sardegna e che era stato anche re di Sicilia e re di Maiorca, Giacomo II il Giusto (la segunda Doña Costança et fue muller de Don Johan filio del infant Don Manuel) e della sua seconda consorte Bianca di Napoli, che sempre secondo la Crónica de San Juan de la Peña era figlia del re Carlo II d'Angiò (dona Blanca, filla del dito rey Carlos) e della moglie,      Maria d'Ungheria, come conferma il Chronicon Dubnicense (regis Hungarie inter ahas filias
habuit unam nomine Maria vocatam, qnam Karolo claudo
filio Karoii magni, qui ex donacione ecclesie fuit rex Si-
cilie), tradiderat in uxorem).

Giacomo II il Giusto, secondo la Crónica de San Juan de la Peña era il figlio secondogenito del re d'Aragona, di Valencia e conte di Barcellona e altre contee catalane Pietro III il Grande (el otro fue clamado Jayme) e della moglie, Costanza, come conferma il The chronicle of Muntaner, figlia del re di Sicilia (figlio legittimato dell'imperatore Federico II di Svevia) Manfredi (he agreed to give him the daughter of King Manfred, who was King of Sicily and of the Principality and of all Calabria) e di Beatrice di Savoia

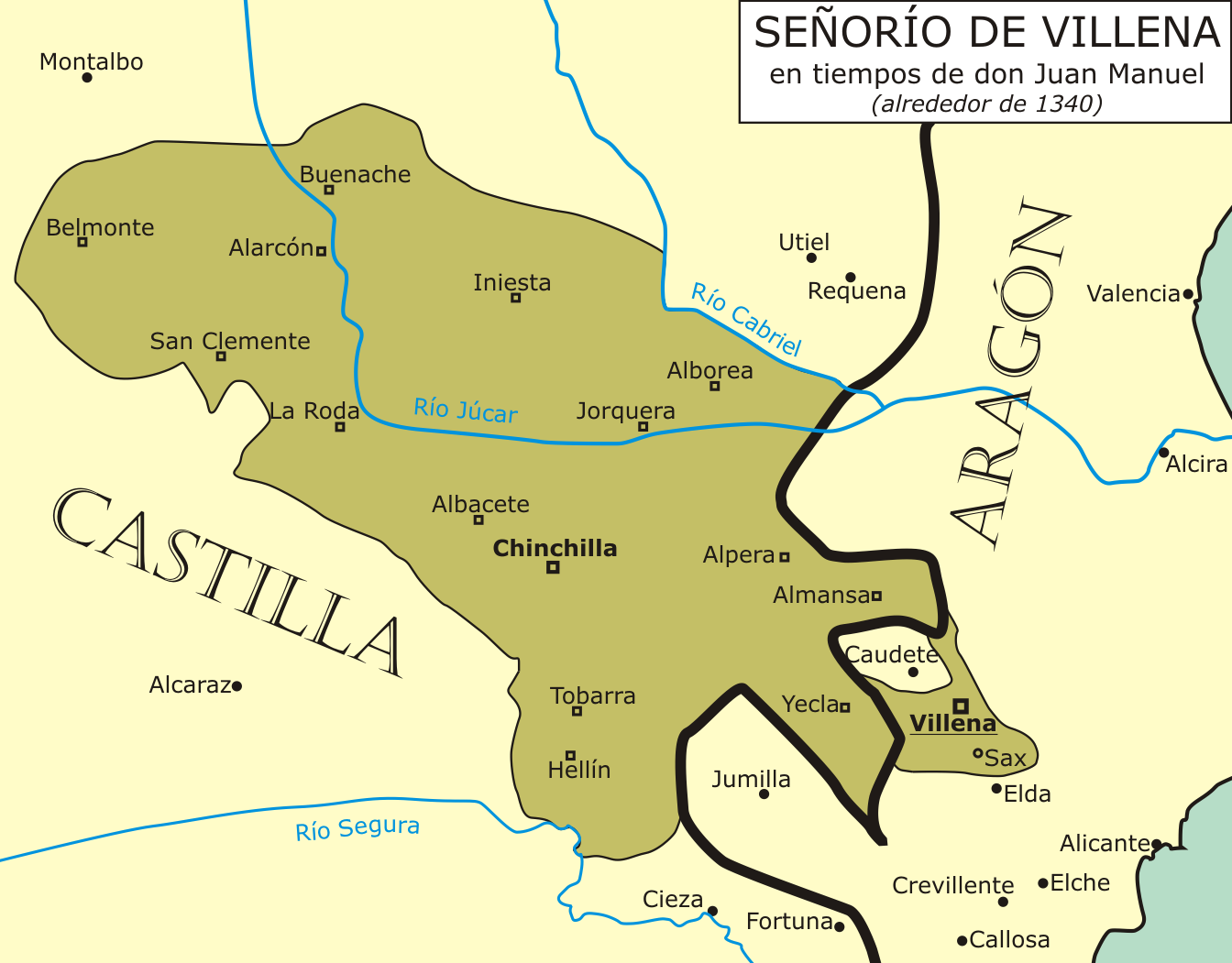
La signoria di Villena nel 1340.

## Biografia
Per rinsaldare ulteriormente i legami con la confinante Castiglia, anche Costanza come i fratelli maggiori venne data in sposa ad un principe castigliano e, dopo che, secondo il Diccionario biográfico español, Real Academia de la Historia, aveva contratto l'impegno di matrimonio nel 1306, il 2 aprile 1312, a Xàtiva, Costanza aveva sposato uno dei maggiori feudatari della penisola iberica, Giovanni Manuele di Castiglia (Era M.CCC.L. contraxit Dns Joannes cum Infantissa Dna Constantia in Xativa), che, secondo il Chronicon Domini Joannis Emmanuelis era figlio dell'Infante di Castiglia don Manuel (Dns Joannes, filius Dni Emmanuelis), signore di Villena, di Escalona e di Peñafiel (1234-1283) e di Beatrice di Savoia (Comitissa, mater Dni Joannis).
Giovanni Emanuele, nell'agosto del 1327 rimase vedovo per la seconda volta, in quanto, come riporta il Chronicon Domini Joannis Emmanuelis Costanza mori in Agosto (In eodem era, in Augusto obiit Infantissa Dna Constantia in Castella).

## Figli
Costanza diede due figli al marito:
- Costanza di Peñafiel (circa 1323-1345), andata sposa ad Alfonso XI di Castiglia e successivamente al principe ereditario Pietro del Portogallo (futuro Pietro I), come riporta il Nobiliario del Conde de Barcelos Don Pedro[14];
- Beatrice (circa 1325 –morta infante).

## Ascendenza
|                        |                 |                       | Genitori                           |  |  | Nonni |  |  | Bisnonni             |  |  | Trisnonni            |  |
|                        |                 |                       |                                    |  |  |       |  |  | Giacomo I di Aragona |  |  | Pietro II di Aragona |  |
|                        |                 |                       |                                    |  |  |       |  |  | Giacomo I di Aragona |  |  | Pietro II di Aragona |  |
|                        |                 | Maria di Montpellier  |                                    |  |  |       |  |  | Giacomo I di Aragona |  |  |                      |  |
| Pietro III d'Aragona   |                 |                       |                                    |  |  |       |  |  | Giacomo I di Aragona |  |  |                      |  |
|                        |                 | Iolanda d'Ungheria    | Andrea II d'Ungheria               |  |  |       |  |  |                      |  |  |                      |  |
|                        |                 | Iolanda d'Ungheria    | Andrea II d'Ungheria               |  |  |       |  |  |                      |  |  |                      |  |
|                        |                 | Iolanda d'Ungheria    | Iolanda di Courtenay               |  |  |       |  |  |                      |  |  |                      |  |
| Giacomo II di Aragona  |                 | Iolanda d'Ungheria    |                                    |  |  |       |  |  |                      |  |  |                      |  |
|                        |                 | Manfredi di Sicilia   | Federico II di Svevia              |  |  |       |  |  |                      |  |  |                      |  |
|                        |                 | Manfredi di Sicilia   | Federico II di Svevia              |  |  |       |  |  |                      |  |  |                      |  |
|                        |                 | Manfredi di Sicilia   | Bianca Lancia                      |  |  |       |  |  |                      |  |  |                      |  |
| Costanza di Sicilia    |                 | Manfredi di Sicilia   |                                    |  |  |       |  |  |                      |  |  |                      |  |
|                        |                 | Beatrice di Savoia    | Amedeo IV di Savoia                |  |  |       |  |  |                      |  |  |                      |  |
|                        |                 | Beatrice di Savoia    | Amedeo IV di Savoia                |  |  |       |  |  |                      |  |  |                      |  |
|                        |                 | Beatrice di Savoia    | Margherita di Borgogna             |  |  |       |  |  |                      |  |  |                      |  |
| Costanza d'Aragona     |                 | Beatrice di Savoia    |                                    |  |  |       |  |  |                      |  |  |                      |  |
|                        | Carlo I d'Angiò | Luigi VIII di Francia |                                    |  |  |       |  |  |                      |  |  |                      |  |
|                        | Carlo I d'Angiò | Luigi VIII di Francia |                                    |  |  |       |  |  |                      |  |  |                      |  |
|                        | Carlo I d'Angiò | Bianca di Castiglia   |                                    |  |  |       |  |  |                      |  |  |                      |  |
| Carlo II d'Angiò       | Carlo I d'Angiò |                       |                                    |  |  |       |  |  |                      |  |  |                      |  |
|                        |                 | Beatrice di Provenza  | Raimondo Berengario IV di Provenza |  |  |       |  |  |                      |  |  |                      |  |
|                        |                 | Beatrice di Provenza  | Raimondo Berengario IV di Provenza |  |  |       |  |  |                      |  |  |                      |  |
|                        |                 | Beatrice di Provenza  | Beatrice di Savoia                 |  |  |       |  |  |                      |  |  |                      |  |
| Bianca di Napoli       |                 | Beatrice di Provenza  |                                    |  |  |       |  |  |                      |  |  |                      |  |
|                        |                 | Stefano V d'Ungheria  | Béla IV d'Ungheria                 |  |  |       |  |  |                      |  |  |                      |  |
|                        |                 | Stefano V d'Ungheria  | Béla IV d'Ungheria                 |  |  |       |  |  |                      |  |  |                      |  |
|                        |                 | Stefano V d'Ungheria  | Maria Laskarina                    |  |  |       |  |  |                      |  |  |                      |  |
| Maria Arpad d'Ungheria |                 | Stefano V d'Ungheria  |                                    |  |  |       |  |  |                      |  |  |                      |  |
|                        |                 | Elisabetta dei Cumani | Köten, re dei Cumani               |  |  |       |  |  |                      |  |  |                      |  |
|                        |                 | Elisabetta dei Cumani | Köten, re dei Cumani               |  |  |       |  |  |                      |  |  |                      |  |
|                        |                 | Elisabetta dei Cumani | …                                  |  |  |       |  |  |                      |  |  |                      |  |
|                        |                 | Elisabetta dei Cumani |                                    |  |  |       |  |  |                      |  |  |                      |  |

### Fonti primarie
- (LA)  Chronicon Dubnicense.
- (LA)  #ES España sagrada, Volume 2.
- (EN)  #ES The chronicle of Muntaner.
- (ES)  #ES Crónica de San Juan de la Peña

### Letteratura storiografica
- Rafael Altamira, "La Spagna (1031-1248)", in Storia del mondo medievale, vol. V, 1999, pp. 865–896
- (PT)  Nobiliario del Conde de Barcelos Don Pedro, Hijo del Rey Don Dionisio, Reyes de Portugal